# Oskar Nachod
Oskar Simon Nachod (* 4. März 1858 in Leipzig; † 2. Oktober 1933 in Dresden) war ein deutscher Kaufmann, Privatgelehrter und Japanologe.

## Leben

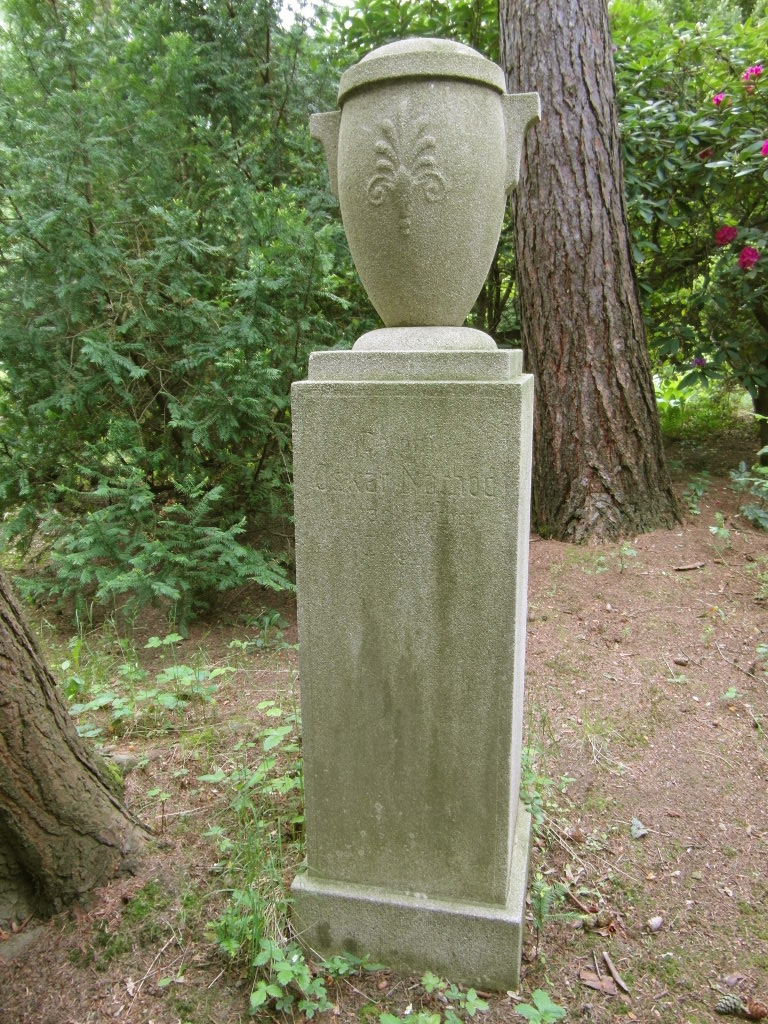
Grabstätte des Japanforschers Oskar Nachod auf dem Südfriedhof in Leipzig

Oskar Nachod wurde als Sohn des Leipziger Kaufmanns und Mitinhabers der Firma C. G. Reißig & Co., Moritz Nachod (* 31. März 1810 in Dresden; † 29. Oktober 1889 in Leipzig) und dessen Gattin Caroline, geborene Friedberg (* 1. Juli 1830 in Treuenbrietzen; † 13. Dezember 1873 in Leipzig), geboren. Sein Onkel war der Bankier und Begründer der Israelitischen Religionsgemeinschaft Leipzig Jacob Nachod, sein Großcousin der Archäologe Hans Nachod. 
Oskar besuchte die Handelshochschule seiner Vaterstadt und begab sich dann zur weiteren Ausbildung im kaufmännischen Beruf ins Ausland. Nach ausgedehnten Reisen durch Frankreich, England und Amerika kehrte er nach Leipzig zurück und wurde zunächst Prokurist, dann Chef der von Christian Gottfried Reißig und seinem Vater gegründeten Firma für englische Manufakturwaren am Brühl 20.
Seiner Neigung nach mehr Gelehrter als Geschäftsmann, zog er sich mehr und mehr aus der Leitung der Firma zurück. Er studierte an der Universität Berlin unter Adolph von Wenckstern. Auf Anregung seines Freundes Dr. Heinrich Bokemeyer, Generalsekretär der Deutschen Kolonialgesellschaft, begann er mit dem Studium der hinterlassenen Akten der Niederländischen Ostindischen Kompagnie. Daraus entwickelte er das Thema seiner Dissertation, aufgrund derer er 1897 an der Philosophischen Fakultät der Universität Rostock promoviert wurde. In seinem Vorwort vermerkte Nachod hellsichtig: Zu den Völkern, die berufen erscheinen, in dem kommenden 20. Jahrhundert mehr als bisher an dem allgemeinen Wettstreit der Kulturnationen regen Anteil zu nehmen und in deren Konzert lebhafter als je zuvor ihre Stimme erschallen zu lassen, sind zweifellos die Japaner zu rechnen.
Als Privatgelehrter konzentrierte er nunmehr seine Forschungen auf das damals historiografisch weitgehend unerforschte Land. 1906 erschien der erste Band seiner grundlegenden Arbeit über die Geschichte Japans. Nach über zwanzigjähriger Forschungsarbeit konnte Nachod 1929 und 1930 den ersten und zweiten Teil des zweiten Bandes vorlegen. Da er ahnte, dass seine Kräfte nicht ausreichen würden, dieses groß angelegte Werk zu vollenden, widmete er sich verstärkt der Zusammenstellung einer Bibliografie von Japan. Nach der Veröffentlichung des dritten Bandes verstarb Oskar Nachod, der sein großes Vermögen gänzlich der Wissenschaft geopfert hatte, nach längerer Krankheit in Dresden. Seine Asche wurde auf dem Südfriedhof in Leipzig beigesetzt.

## Schriften
- Die Beziehungen der Niederländischen Ostindischen Kompagnie zu Japan im siebzehnten Jahrhundert, Dissertationsschrift, Friese, Leipzig 1897 Digitalisat der Preuss. Staatsbibliothek zu Berlin
- Ein unentdecktes Goldland. Ein Beitrag zur Geschichte der Entdeckungen im nördlichen Großen Ozean, in: Mitteilungen der deutschen Gesellschaft für Natur- und Volkskunde Ostasiens, 1898/99
- Geschichte von Japan, Bd. 1, Erstes Buch: Die Urzeit (bis 645 n. Chr.), Gotha 1906 (Allgemeine Staatengeschichte, Abt. 2: Geschichte der außereuropäischen Staaten, 1,1,1)
- Japan, in: Julius von Pflugk-Harttung (Hrsg.): Weltgeschichte. Die Entwicklung der Menschheit in Staat und Gesellschaft, in Kultur und Geistesleben, Bd. 3: Ostasien, Berlin 1910
- Bibliographie von Japan, Bd. 1: 1906–1926: Nummer 1-4019, Bd. 2: 1906–1926: Nummer 4020-9575, Leipzig 1928
- Geschichte von Japan, Bd. 2, Erste Hälfte: Die Übernahme der chinesischen Kultur (645 bis ca. 850 n. Chr.), Leipzig 1929
- Geschichte von Japan, Bd. 2, Zweite Hälfte: Die Übernahme der chinesischen Kultur (645 bis ca. 850 n. Chr.), Leipzig 1930
- Bibliographie von Japan, Bd. 3: 1927–1929: Nummer 9576-13959. Mit Ergänzungen für die Jahre 1906–1926, Leipzig 1931
- Bibliographie von Japan, Bd. 4: 1930–1932: Nummer 13596-18398. Mit Ergänzungen für die Jahre 1906–1929. Aus dem Nachlass ergänzt und herausgegeben von Hans Praesent. Mit einem Geleitwort von Karl Haushofer, Leipzig 1935